# سوگیری جنسیتی در ویکی‌پدیا

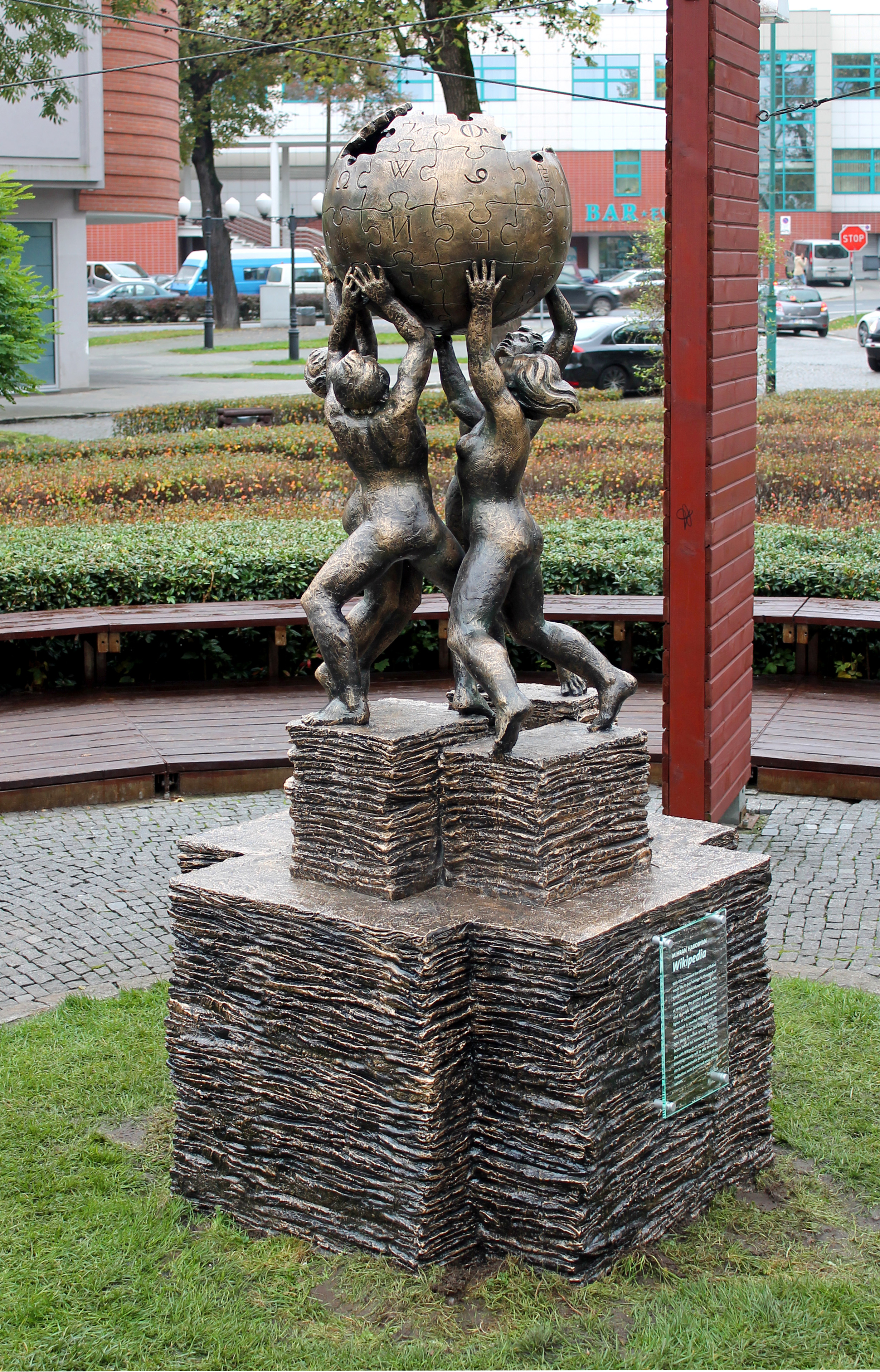
یادبود ویکی‌پدیا در سوبیتسه، لهستان، که هم ویرایشگران مرد و هم زن را نشان می‌دهد. مدل اولیهٔ مجسمه تنها شامل مردان بود.

سوگیری جنسیتی در ویکی‌پدیا یا شکاف جنسیتی در ویکی‌پدیا به این حقیقت اشاره دارد که نویسندگان ویکی‌پدیا اغلب مذکر هستند، که تعداد کمی از زندگی‌نامه‌ها در ویکی‌پدیا در مورد زنان است و موضوعات مورد علاقهٔ زنان کمتر پوشش داده می‌شوند.
جنسیت‌گرایی شامل انواع نابرابری‌های جنسیتی در ویکی‌پدیا می‌شود، به‌ویژه نمایندگی بیش از حد مردان در میان ویرایشگران داوطلب و موضوعات مقالات (اگرچه ویکی‌پدیای انگلیسی تقریباً ۴۰۰٬۰۰۰ زندگی‌نامهٔ دانشنامه‌ای دربارهٔ زنان دارد، اما تعداد زندگی‌نامه‌های مردان تقریباً چهار برابر بیشتر است)، همچنین پوشش کمتر موضوعات مرتبط با زنان و موضوعات مورد علاقهٔ آنان.
در یک نظرسنجی در سال ۲۰۱۸ که شامل ۱۲ نسخهٔ زبانی ویکی‌پدیا و برخی پروژه‌های دیگر بنیاد ویکی‌مدیا بود، ۹۰٪ از ۳٬۷۳۴ پاسخ‌دهنده جنسیت خود را مرد، ۸٫۸٪ زن و ۱٪ خود را سایر گزارش کردند؛ در میان ویرایشگران ویکی‌پدیای انگلیسی، ۸۴٫۷٪ مرد، ۱۳٫۶٪ زن و ۱٫۷٪ سایر بودند (مجموع ۸۸ پاسخ‌دهنده). در سال ۲۰۱۹، کاترین مار، مدیر عامل اجرایی وقت بنیاد ویکی‌مدیا، اظهار داشت که تیم او بر این باور است که زنان ۱۵–۲۰٪ از کل ویرایشگران را تشکیل می‌دهند.
یک مطالعه در سال ۲۰۲۱ نشان داد که در آوریل ۲۰۱۷، ۴۱٪ از زندگی‌نامه‌های نامزد حذف مربوط به مقالات زنان بود، در حالی که تنها ۱۷٪ از زندگی‌نامه‌های منتشرشده دربارهٔ زنان بود. میزان دیده‌شدن و دسترسی به زنان در ویکی‌پدیا محدود است و گزارشی در سال ۲۰۱۵ نشان داد که صفحات مربوط به زنان معمولاً «بیشتر به مردان پیوند داده می‌شوند». همچنین، در مقالات مربوط به زنان، زبانی که جنسیت‌زده، جانبدارانه یا بار معنایی خاصی دارد، شناسایی شده است. سوگیری جنسیتی از رایج‌ترین انتقادها به ویکی‌پدیاست و گاه به‌عنوان بخشی از انتقاد کلی‌تر به ویکی‌پدیا مطرح می‌شود.
در سال ۲۰۱۵، جیمی ویلز، یکی از بنیان‌گذاران ویکی‌پدیا، اعلام کرد که دانشنامه نتوانسته است به هدف خود برای حفظ ۲۵٪ ویرایشگران زن دست یابد. برنامه‌هایی مانند همایه‌ها و زنان قرمز برای تشویق ویرایشگران زن و افزایش پوشش موضوعات مرتبط با زنان توسعه یافته‌اند.